# Henrique Hilário
Henrique Hilário Meireles Alves Sampaio (født 21. oktober 1975) er en portugisisk tidligere fodboldspiller, der gennem karrieren blandt andet spillede for den engelske fodboldklub Chelsea F.C. samt for FC Porto i hjemlandet. Han nåede desuden én kamp for Portugals landshold.